# Pocklington
Pocklington – miasto w Wielkiej Brytanii, w Anglii,  w hrabstwie East Riding of Yorkshire. W 2001 r. miasto to zamieszkiwało 7632 osób.

## Miasta partnerskie
- Le Pays de Racan,  Trendelburg